# Kelet-karibi Valutaunió

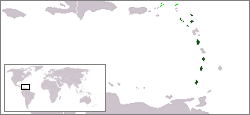
A Kelet-karibi Államok Szervezete (sötétzöld) és társult tagjai (világoszöld). Minden országban a kelet-karibi dollár a hivatalos fizetőeszköz, kivéve a Brit Virgin-szigeteket, amely az amerikai dollárt használja.

A Kelet-karibi valutaunió a Kelet-karibi Államok Szervezete fejlesztése. A szervezet tagállamai Antigua és Barbuda, a Dominikai Közösség, Grenada, Saint Kitts és Nevis, Saint Lucia és Saint Vincent és a Grenadine-szigetek. A Kelet-karibi Központi Bank felügyelete alá tartozik. A tagállamok közös valutát használnak, ez a kelet-karibi dollár, melynek rögzített árfolyama 2,7169 kelet-karibi dollár 1 amerikai dollár.

## Fordítás
Ez a szócikk részben vagy egészben  az   Eastern Caribbean Currency Union című angol Wikipédia-szócikk ezen változatának fordításán alapul.  Az eredeti cikk szerkesztőit annak laptörténete sorolja fel. Ez a jelzés csupán a megfogalmazás eredetét és a szerzői jogokat jelzi, nem szolgál a cikkben szereplő információk forrásmegjelöléseként.